# Coupe des Bahamas de football
La Coupe des Bahamas de football a été créée en 1982.

## Palmarès
- 1982-1983 : Cavalier FC 3 - 0 Bears FC
- De 1984 à 1999 : Résultats inconnus
- 1999-2000 : Cavalier FC 6 - 4 ap Grasshoppers FC
- 2000-2001 : Cavalier FC 4 - 3 Coca Cola FC
- 2001-2002 : 'Khaki SuperStars' bat JJ Johnson United
- 2002-2003 : Bears FC
- 2003-2004 : Bears FC tab Caledonia FC
- 2004-2005 : Résultat inconnu
- 2005-2006 : Bears FC 9 - 3 Sharks FC
- 2006-2007 : Bears FC 2 - 1 United FC
- 2007-2008 : FC Nassau
- 2008-2009 : Caledonia FC 2 - 1 Bears FC
- 2010 : Bears FC 4 - 0 Lyford Cay FC
- 2011 : Bears FC 4 - 2 Dynamos FC
- 2012 : Bears FC 7 - 2 Baha Juniors FC
- 2013 : Résultat inconnu
- 2014 : Résultat inconnu
- 2014-2015 : Western Warriors SC
- 2015-2016 : Western Warriors SC bat Bears FC
- 2016-2017 : Résultat inconnu
- 2017-2018 : Western Warriors SC 2-1 Eagles FC